# Vegomyten: maten, rättvisan och en hållbar framtid
Vegomyten: maten, rättvisan och en hållbar framtid (originaltitel: The Vegetarian Myth: Food, Justice, and Sustainability) är en bok skriven av Lierre Keith, som publicerades av PM Press 2009. Keith argumenterar för att det etablerade samhället och jordbruket måste läggas ned, samt att människan måste återgå till att leva som jägare. "Vegomyten", menar hon, är att vegetarianism är en lösning på miljökrisen.
Boken har fått kritik för att innehålla bristfällig logik och omfattande faktafel.

## Innehåll
Keith beskriver veganism som extremt, dödligt och "delvis kult, delvis ätstörning". Vidare anser hon att jordbruket är skälet till allt ont som skett i mänsklighetens historia: slaveri, imperialism, klassklyftor, svält, sjukdomar, m.m. Några av de många sjukdomar som Keith anser vara en produkt av jordbruket är artrit, diabetes, högt blodtryck, stroke, depression, schizofreni, cancer, sneda tänder, dålig syn och inflammatoriska sjukdomar. Hon anser även att den industriella djur-/köttindustrin är destruktiv för klimatet, djuren och hälsan, men hon anser inte att samma gäller all djurhållning.
Keith är kritisk till samhället/staten (och dess institutioner), vetenskapen, universiteten, storföretagen och sjukvården. Hon menar att alla dessa blivit uppköpta av de stora jordbruksföretagen, och att de matat mänskligheten med uppblåsta lögner i decennier. En av de många yttranden hon påstår att läkare, forskare och samhället ljugit om, är kolesterolhypotesen. Keith menar att det är en lögn att kolesterol och mättat fett är skadligt. Tvärt om menar hon att animaliskt mättat fett är nödvändigt för att överleva, och att vegetabiliskt omättat fett är "onaturligt". Keith förespråkar en LCHF-liknande diet.
Keith argumenterar för att befolkningen måste minska med över 90%, att folk måste sluta köra bil, att folk ska odla/producera/jaga sin egen mat, och att samhället måste störtas. Hon menar att "den enda hållbara ekonomin" är en lokal ekonomi byggd på direktdemokrati.
Keith förespråkar en animistisk syn på världen, vilket innebär att allt som existerar respekteras som en levande varelse. Från detta antagande/denna världsbild argumenterar Keith för att etiska veganer har fått saker och ting om bakfoten. Hon menar att, eftersom allting lever, så krävs det bara ett dödsfall för en köttmåltid (ett djur), medan det krävs hundratals för en vegansk (växter). Hon menar att "liv och död" går i ett kretslopp, att död är en ofrånkomlig föregångare till ett mål mat, och att "allt blir mat" till slut (när en människa dör blir denne "mat" för naturen, växterna, maskar, etc.). Hon anklagar därför veganer för att "sentimentalisera naturen" genom att "förneka naturens gång och försöka undvika allt dödande". Hon anser dock att även (typiska) köttätare sentimentaliserar naturen, genom en strävan efter att erövra, härska och äga. Hon menar att denna "machoattityd" (Keiths uttryck) är vad som resulterat i industrialiseringen av djurhållningen. Keith förespråkar, istället för ett "härskande över naturen", att människan ska leva i symbios med djuren och naturen. Hon menar att människan ska leva på det som naturligt växer och lever i närområdet (bioregion). Hon anser även att människan ska respektera ekosystemen och naturen. Som exempel nämner hon: fiskar man lax, så har man också ett ansvar i att se till att laxsläktet lever vidare.

## Kritik
Sami Grover, som hänvisar till "Jason V", skriver att Keiths bok är full av "faktafel och argumentationsfel. Exempelvis nämner Jason V. att Keith försöker använda sin status som ex-vegan som ett argument för att det hon säger är sant (en form av auktoritetsargument). Ian Sinclair skriver att Keiths argument är "fulla av slött tänkande, medvetet bristande logik och uppenbart ofullständig redovisning av fakta".
Patrick Nicholson skriver att boken feltolkar de källor hon citerar, har konfirmeringsbias (vilket bland annat innebär att man väljer ut källor som man själv håller med), använder sig av halmdockeargument, förlitar sig på anekdoter/använder sina egna upplevelser som argument samt drar felaktiga/förhastade slutsatser (exempelvis att dra slutsatser utifrån bristfällig eller otillräcklig data).
John Sanbonmatsu tolkar Keiths retorik som apokalyptisk och millenarianistisk (en tro på en kommande stor transformation av samhället). Han menar att hennes argument om jordbruk är felaktiga, eftersom hon påstår att alla former av jordbruk är dåliga. Sanbonmatsu skriver att vissa former av ekologiskt jordbruk och det jordbruk som bedrevs vid Tai Hu i Antika Kina är miljömässigt hållbara. Således håller han inte med Keith om att mänskligheten står inför ett dilemma mellan jordens undergång och ett avslut på jordbruket. Vidare menar han att Keiths argument gällande nutrition också är felaktiga, eftersom de grundar sig på anekdoter och har ett bristfällig forskningsunderlag. Sanbonmatsu refererar bland annat till USA:s jordbruksdepartement, Academy of Nutrition and Dietics samt Canadian Dietic Association (USA och Kanadas dietistyrkesföreningar). Han skriver också att hon motsäger sig själv på flera ställen. Hon menar att de sjundedagsadventister som i flera studier visat sig ha mycket god hälsa, har god hälsa på grund av goda levnadsvanor, inte till följd av deras vegetarianism/veganism. Sanbonmatsu menar att Keiths motsägelse ligger i att, å ena sidan påstå att veganism är dödligt, å andra sidan beskriva hur veganska sjundedagsadventister har god hälsa.

### Källhänvisningar
- Keith, L. (2009) The Vegetarian Myth. PM Press ISBN 9781604860801